# Красный Катамор
Красный Катамор — деревня в Бейском районе Хакасии, находится в 12 км к востоку от райцентра — села Бея — у реки Катамор на границе степной и подтаежной зон. Расстояние до ближайшей ж.-д. ст. и аэропорта в г. Абакане — 120 км.
Население — 200 чел. (01.01.2004), в основном русские. Деревня образована в 1920 переселенцами из села Сабинка. Население занято личным подсобным хозяйством.

## Население
| 2002 | 2010 |
| ---- | ---- |
| 138  | ↘107 |